# Peucedanum illyricum
Peucedanum illyricum är en flockblommig växtart som beskrevs av K.Maly$a. Peucedanum illyricum ingår i släktet siljor, och familjen flockblommiga växter. Inga underarter finns listade i Catalogue of Life.